# Arcella vulgaris
Arcella vulgaris – protist z podtypu Rhizopoda z rodzaju Arcella. Wielkości 50 – 150 μm. Bytuje w wodach bogatych w substancje organiczne.